# Druckluft (Kulturzentrum)

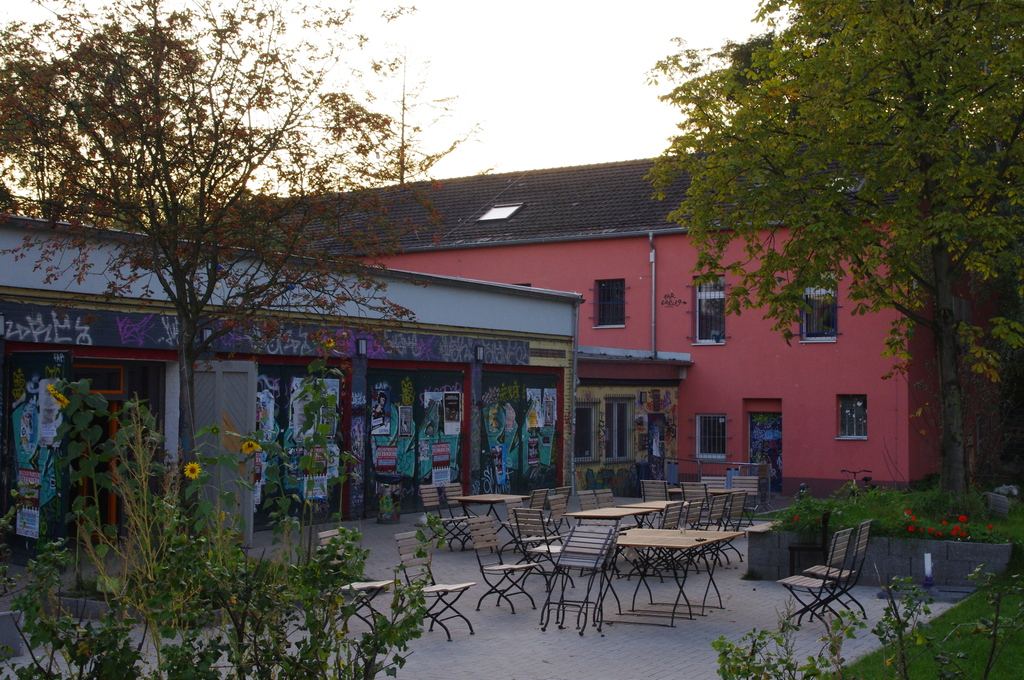
Blick auf den Außenbereich des Cafés

Das Druckluft (auch Drucklufthaus) ist ein alternatives Jugend- und Kulturzentrum in Oberhausen.

## Beschreibung
Das Druckluft liegt auf dem Grundstück Am Förderturm 27 in der Nähe des Hauptbahnhofs, unmittelbar neben dem stillgelegten Schacht 1 der Zeche Concordia.

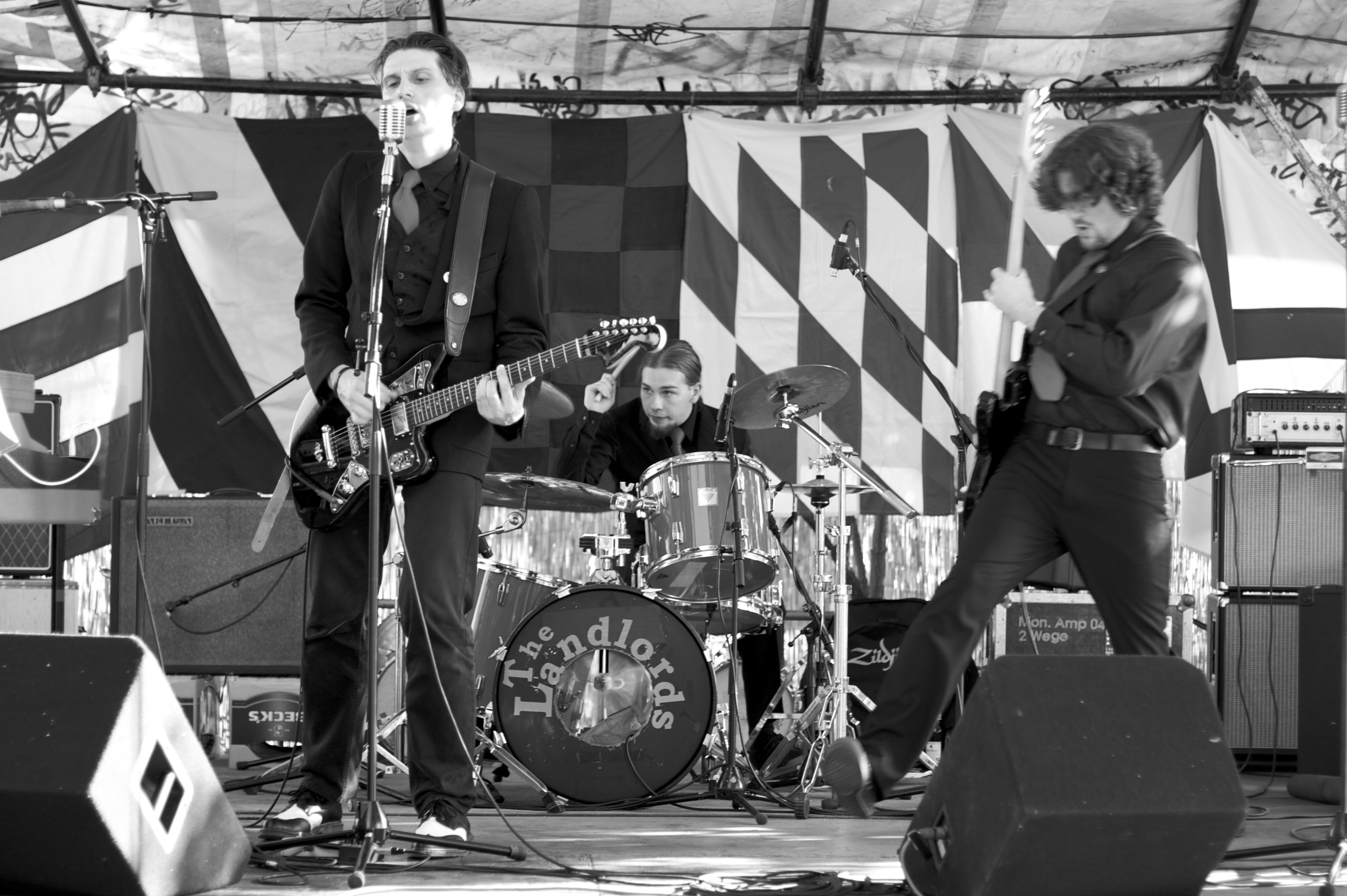
Die Oberhausener Band „The Landlords“ beim Garage Craze Festival 2008 (Foto: 2011)

Das Jugend- und Kulturzentrum beherbergt ein Café, einen Biergarten, mehrere Bühnen und Veranstaltungsräume, Werkstätten und Gruppenräume. In erster Linie haben lokale Bands und soziokulturelle Projekte dort Raum, jedoch finden auch internationale Konzerte statt.
Es ist zwar unabhängig, wird aber teilweise mit öffentlichen Mitteln gefördert. So werden bestimmte Projekte finanziell unterstützt. Auch wurden Förderpreise an das Druckluft vergeben. So gewann es etwa den „Kruft Kulturpreis“, über den Leser der WAZ abstimmten. Für 2009 wurde das Druckluft erneut nominiert. Im Juni 2009 beschloss die Bezirksregierung, auf einen Antrag der Stadt Oberhausen, den sie im Rahmen der Programme Soziale Stadt und Konjunkturpaket II eingereicht hatte, die Renovierung des Zentrums mit 1,67 Millionen Euro zu fördern. In der Folgezeit wurden vormals „provisorische“ Anlagen wie Sanitäranlagen eingerichtet und beispielsweise der Außenbereich ausgebaut.
Das Publikum des Druckluft ist nicht auf bestimmte Szenen beschränkt, das Haus gilt allerdings als „Anlaufstelle“ für politisch Linke. In der Nähe lag der Wagenplatz „Plan B“.

## Geschichte
Als Jugend- und Kulturzentrum existiert das Druckluft seit 1979. Eine Gruppe von etwa 40 Menschen hat das Projekt damals angestoßen, um ihre Interessen zu verwirklichen. Das Gelände stand, nachdem es von Babcock genutzt worden war, mehrere Jahre leer. Es wurde von der Stadt Oberhausen dem Druckluft e.V. überlassen, der das Druckluft seitdem verwaltet.